# Caille des chaumes
Coturnix pectoralis
Espèce
Statut de conservation UICN

 LC  : Préoccupation mineure
La Caille des chaumes (Coturnix pectoralis) est une espèce d'oiseaux de la famille des Phasianidae.

## Distribution

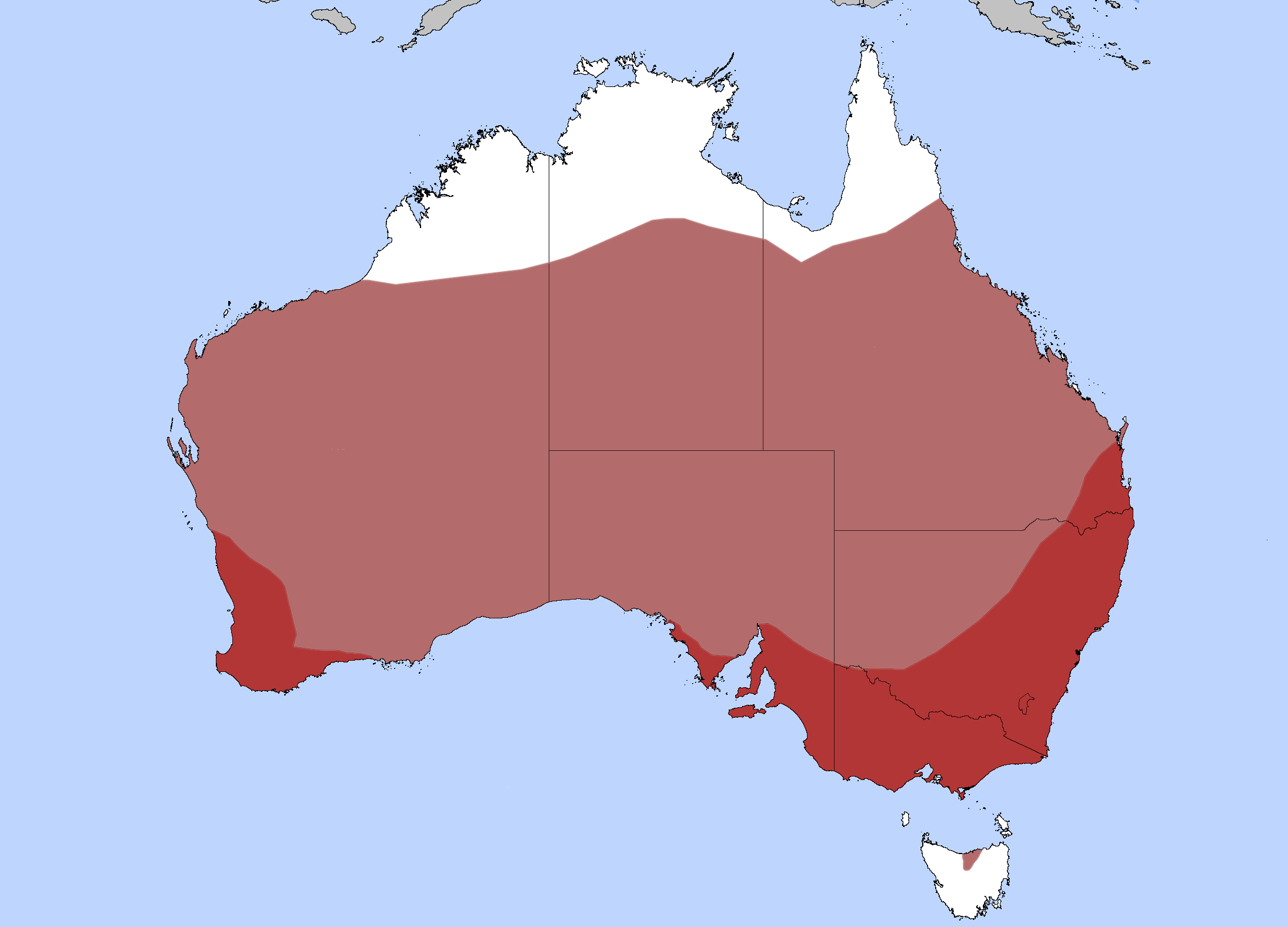
Distribution de l'espèce : en foncé, où l'oiseau est commun, en plus clair où il est nomade.

Cette espèce est présente dans le sud-est de l’Australie, principalement dans la Nouvelle-Galles du Sud. Elle remonte à l’est en bordure du Queensland. Elle est également présente, plus récemment, en bordure sud-ouest de l’Australie. La Caille des chaumes était autrefois répandue en Tasmanie mais elle en a maintenant disparu. Des essais d'introduction ont été réalisés à Hawaii et en Nouvelle-Zélande.

## Sous-espèce
Cet oiseau est monotypique mais la Caille de Nouvelle-Zélande (C. novaezelandiae Quoy & Gaimard 1830), éteinte depuis 1875, était  très proche de la Caille des chaumes, à tel point que les deux taxons sont considérés comme conspécifiques par Johnsgard (1988) qui fait de pectoralis une sous-espèce de novaezelandiae.

## Habitat
La Caille des chaumes vit dans les habitats ouverts secs : prairies, plaines alluviales bien drainées, chaumes de céréales, jachères, prés-salés.

## Mœurs
Cette espèce a un comportement nomade dépendant des précipitations et des ressources alimentaires. Elle peut déserter une région où la nourriture se fait rare comme s’établir dans une autre et effectuer trois pontes successives si la nourriture est abondante. La caille des chaumes se nourrit essentiellement de graines, de plantes cultivées comme de plantes sauvages, la part de nourriture animale étant faible. Elle se rencontre seule ou  par petites compagnies familiales, mais il est possible d’observer des groupes plus importants, jusqu’à 20 oiseaux et plus, lors des vols migratoires. Cette caille ne s’envole pas facilement en cas de danger, préférant piéter et se faufiler en courant dans la végétation (Hennache & Ottaviani 2011).

## Voix
Le chant du mâle, bi ou trisyllabique, tou-wip ou tou-tou-wip, peut être répété jusqu’à 10 fois par minute, pendant 15 minutes, de préférence le matin ou le soir mais même parfois la nuit.

## Nidification
La Caille des chaumes est monogame, le couple restant uni au moins pour une saison de reproduction. La période de nidification dépend des précipitations mais elle se situe souvent entre août-septembre et février. En période favorable, une deuxième ponte peut avoir lieu en mars-avril. Le nid, construit par la femelle, est placé sous un buisson. Il s’agit d’une simple cuvette garnie d’herbes. L’incubation est assurée par la femelle seule mais le mâle participe à l’élevage des jeunes et à leur défense (Frith & Carpenter 1980).

## Statut et conservation
La Caille des chaumes n’est pas menacée. C’est une espèce localement commune dont l’aire de répartition croît avec la disparition de la forêt, notamment en direction du Queensland et dans le sud-ouest de l’Australie. Elle est par contre très rare voire éteinte en Tasmanie à la suite de changements de pratiques agricoles (Hennache & Ottaviani 2011).